# Mistrovství světa juniorů ve sportovním lezení 1994
Mistrovství světa juniorů ve sportovním lezení 1994 (anglicky: UIAA World Youth Championship) se uskutečnilo jako druhý ročník 22. října v Lipsku v lezení na obtížnost. Druhého mistrovství světa juniorů se zúčastnily poprvé také české závodnice. Na medailových pozicích byla dělená místa u dvou kategorií, domácí závodníci získali čtyři medaile (0/3/1).

## Češi na MSJ
Nejlépe si v lezení na obtížnost v kategorii juniorů vedla 8.-9. Romana Karešová a v kategorii A 6.-9. Veronika Hunková.

## Výsledky juniorů a juniorek
| obtížnost                          | obtížnost             |
| ---------------------------------- | --------------------- |
| junioři                            | juniorky              |
| 1. Fabien Mazuer 1. François Petit | 1. Marie Guillet      |
| 1. Fabien Mazuer 1. François Petit | 2. Irina Zaytseva     |
| 3. Pascal Gisler                   | 3. Larissa Buronova   |
|                                    |                       |
| 15.-16. Pavel Rýva                 | 8.-9. Romana Karešová |
| ? finalistů                        | ? finalistek          |
| ? semifinalistů                    | ? semifinalistek      |
| 33 juniorů                         | 16 juniorek           |

## Výsledky chlapců a dívek v kategorii A
| obtížnost                                           | obtížnost              |
| --------------------------------------------------- | ---------------------- |
| chlapci                                             | dívky                  |
| 1. David Carretero Perez                            | 1. Liv Sansoz          |
| 2. Anthony Lamiche 2. Robert Mate 2. Maxim Petrenko | 2. Maja Piratinskaja   |
| 2. Anthony Lamiche 2. Robert Mate 2. Maxim Petrenko | 3. Irina Rouiga        |
|                                                     |                        |
| 17. Miloslav Chaloupka                              | 6.-9. Veronika Hunková |
| 32.-33. Karel Černý                                 | —                      |
| 36. Jiří Lank                                       | —                      |
| ? finalistů                                         | ? finalistek           |
| ? semifinalistů                                     | ? semifinalistek       |
| 42 chlapců                                          | 17 dívek               |

## Výsledky chlapců a dívek v kategorii B
| obtížnost             | obtížnost         |
| --------------------- | ----------------- |
| chlapci               | dívky             |
| 1. Frédéric Tuscan    | 1. Iva Hartmann   |
| 2. Ulrich Lindenthal  | 2. Ameli Haager   |
| 3. David Hume         | 3. Nicola Haager  |
|                       |                   |
| 15. Daniel Kadlec     | 14. Klára Hunková |
| 18.-20. Lukáš Doležal | —                 |
| 25.-27. Jakub Čermák  | —                 |
| ? finalistů           | ? finalistek      |
| ? semifinalistů       | ? semifinalistek  |
| 30 chlapců            | 22 dívek          |

### Medaile podle zemí
| pořadí | stát      | Zlatá medaile | Stříbrná medaile | Bronzová medaile | celkem |
| ------ | --------- | ------------- | ---------------- | ---------------- | ------ |
| 1.     | Francie   | 5             | 1                | 0                | 6      |
| 2.     | Švýcarsko | 1             | 1                | 0                | 2      |
| 3.     | Španělsko | 1             | 0                | 0                | 1      |
| 4.     | Německo   | 0             | 3                | 1                | 4      |
| 5.     | Rusko     | 0             | 2                | 2                | 4      |
| 6.     | Ukrajina  | 0             | 1                | 0                | 1      |
| 7.     | USA       | 0             | 0                | 1                | 1      |